# Georges Vézina

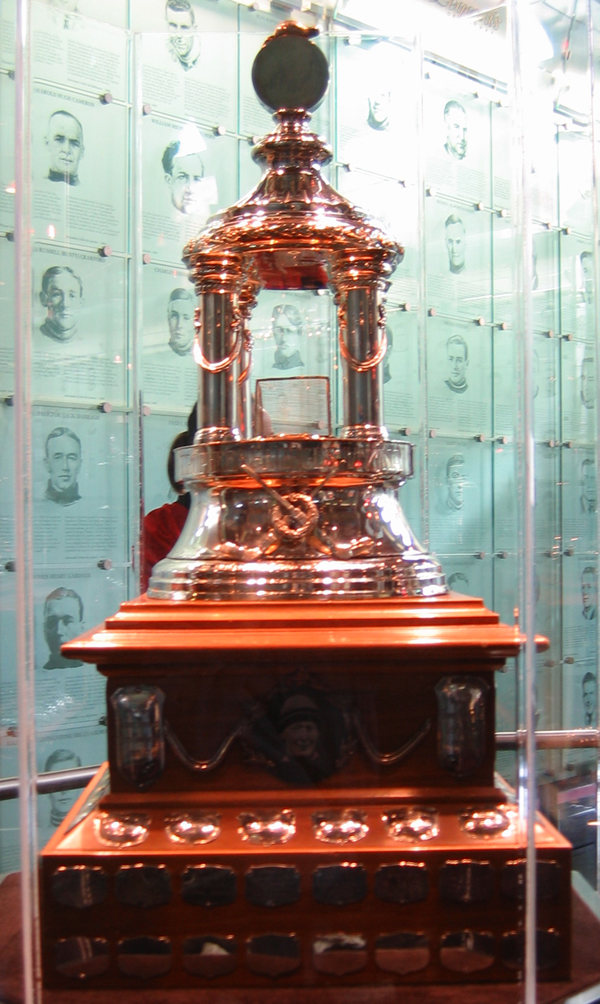
Vezina Trophy.

Joseph-Georges-Gonzague Vézina, född 21 januari 1887 i Chicoutimi, Québec, död 27 mars 1926 i Chicoutimi, var en kanadensisk professionell ishockeymålvakt som spelade för Montreal Canadiens i NHA och NHL. Han vann Stanley Cup med Canadiens 1916 och 1924. Då Hockey Hall of Fame instiftades 1945 var Vézina en av de nio första medlemmarna att väljas in.

## NHA
Georges Vézina debuterade för Montreal Canadiens i NHA säsongen 1910–11 efter att innan dess ha spelat för Chicoutimi Hockey Club i hemstaden Chicoutimi, 225 kilometer norr om Québec. Han släppte in minst mål i ligan fyra gånger under sin tid i NHA. 1916 vann Vézina och Montreal Canadiens klubbens första Stanley Cup efter att ha besegrat Portland Rosebuds från Pacific Coast Hockey Association i finalserien med 3-2 i matcher.

## NHL
Säsongen 1917–18 omvandlades NHA till NHL och Montreal Canadiens följde med till den nya ligan. 1918 blev Vézina den förste målvakten som höll nollan under en NHL-match då Montreal Canadiens besegrade Toronto Arenas med 9-0. 1924 vann Vézina sin andra Stanley Cup med Canadiens, den första som medlem av NHL, efter att laget först besegrat Ottawa Senators och Vancouver Maroons och sedan vunnit finalen mot Calgary Tigers med 2-0 i matcher.
Vézina släppte in minst mål i NHL tre gånger, sammanlagt sju gånger kombinerat med NHA.

## Sjukdom
Vézina spelade 327 grundseriematcher och 39 slutspelsmatcher på raken för Montreal Canadiens i NHA och NHL från 1910 fram till och med 1925. Vézina hade varit sjuk inför säsongsstarten 1925–26 och var tvungen att avsluta första matchen för säsongen, mot Pittsburgh Pirates, efter den första perioden på grund av sjukdom. Vézina diagnostiserades med tuberkulos och avled 27 mars 1926.

## Vezina Trophy
Till minne av Georges Vézina donerade Montreal Canadiens ägare Vezina Trophy till NHL säsongen 1926–27. Priset skulle gå till den målvakt som släppte in minst mål under grundserien. Förste mottagaren av Vezina Trophy var George Hainsworth, Georges Vézinas efterträdare som målvakt i Montreal Canadiens. 1981 ändrade NHL på kriterierna för priset och det har sedan dess givits till den målvakt som anses vara bäst i en omröstning bland ligans general managers.

## Statistik
M = Matcher, V = Vinster, O = Oavgjorda, MIN = Spelade minuter, IM = Insläppta mål, N = Nollor, GIM = Genomsnitt insläppta mål per match
| 1909–10    | Chicoutimi Hockey Club | MCHL       | —   | —   | —  | — | —     | —   | —  | —    | —  | —  | — | — | —    | —  | — | —    |
| 1910–11    | Montreal Canadiens     | NHA        | 16  | 8   | 8  | 0 | 980   | 62  | 0  | 3.80 | —  | —  | — | — | —    | —  | — | —    |
| 1911–12    | Montreal Canadiens     | NHA        | 18  | 8   | 10 | 0 | 1109  | 66  | 0  | 3.57 | —  | —  | — | — | —    | —  | — | —    |
| 1912–13    | Montreal Canadiens     | NHA        | 20  | 9   | 11 | 0 | 1217  | 81  | 1  | 3.99 | —  | —  | — | — | —    | —  | — | —    |
| 1913–14    | Montreal Canadiens     | NHA        | 20  | 13  | 7  | 0 | 1222  | 64  | 1  | 3.14 | 2  | 1  | 1 | 0 | 120  | 6  | 1 | 3.00 |
| 1914–15    | Montreal Canadiens     | NHA        | 20  | 6   | 14 | 0 | 1257  | 81  | 0  | 3.86 | —  | —  | — | — | —    | —  | — | —    |
| 1915–16    | Montreal Canadiens     | NHA        | 24  | 16  | 7  | 1 | 1482  | 76  | 0  | 3.08 | 5  | 3  | 2 | 0 | 300  | 13 | 0 | 2.60 |
| 1916–17    | Montreal Canadiens     | NHA        | 20  | 10  | 10 | 0 | 1217  | 80  | 0  | 3.94 | 6  | 2  | 4 | 0 | 360  | 29 | 0 | 4.83 |
| 1917–18    | Montreal Canadiens     | NHL        | 21  | 12  | 9  | 0 | 1282  | 84  | 1  | 3.93 | 2  | 1  | 1 | 0 | 120  | 10 | 0 | 5.00 |
| 1918–19    | Montreal Canadiens     | NHL        | 18  | 10  | 8  | 0 | 1117  | 78  | 1  | 4.19 | 10 | 6  | 3 | 1 | 636  | 37 | 1 | 3.49 |
| 1919–20    | Montreal Canadiens     | NHL        | 24  | 13  | 11 | 0 | 1456  | 113 | 0  | 4.66 | —  | —  | — | — | —    | —  | — | —    |
| 1920–21    | Montreal Canadiens     | NHL        | 24  | 13  | 11 | 0 | 1441  | 99  | 1  | 4.12 | —  | —  | — | — | —    | —  | — | —    |
| 1921–22    | Montreal Canadiens     | NHL        | 24  | 12  | 11 | 1 | 1469  | 94  | 0  | 3.84 | —  | —  | — | — | —    | —  | — | —    |
| 1922–23    | Montreal Canadiens     | NHL        | 24  | 13  | 9  | 2 | 1488  | 61  | 2  | 2.46 | 2  | 1  | 1 | 0 | 120  | 3  | 0 | 1.50 |
| 1923–24    | Montreal Canadiens     | NHL        | 24  | 13  | 11 | 0 | 1459  | 48  | 3  | 1.97 | 6  | 6  | 0 | 0 | 360  | 6  | 2 | 1.00 |
| 1924–25    | Montreal Canadiens     | NHL        | 30  | 17  | 11 | 2 | 1860  | 56  | 5  | 1.81 | 6  | 3  | 3 | 0 | 360  | 18 | 1 | 3.00 |
| 1925–26    | Montreal Canadiens     | NHL        | 1   | 0   | 0  | 0 | 20    | 0   | 0  | 0.00 | —  | —  | — | — | —    | —  | — | —    |
| NHA totalt | NHA totalt             | NHA totalt | 138 | 70  | 67 | 1 | 8484  | 510 | 2  | 3.61 | 13 | 6  | 7 | 0 | 780  | 48 | 1 | 3.69 |
| NHL totalt | NHL totalt             | NHL totalt | 190 | 103 | 81 | 5 | 11592 | 633 | 13 | 3.28 | 26 | 17 | 8 | 1 | 1596 | 74 | 4 | 2.78 |